# Lauri Tanner
Lauri Arvo Tanner (Helsinki, 20 novembre 1890 – Helsinki, 11 luglio 1950) è stato un ginnasta e calciatore finlandese, di ruolo centrocampista.

## Carriera

### Nazionale
Ha collezionato 3 presenze con la propria Nazionale.

### Statistiche

#### Cronologia presenze e reti in Nazionale
| Cronologia completa delle presenze e delle reti in nazionale ― Finlandia | Cronologia completa delle presenze e delle reti in nazionale ― Finlandia | Cronologia completa delle presenze e delle reti in nazionale ― Finlandia | Cronologia completa delle presenze e delle reti in nazionale ― Finlandia | Cronologia completa delle presenze e delle reti in nazionale ― Finlandia | Cronologia completa delle presenze e delle reti in nazionale ― Finlandia | Cronologia completa delle presenze e delle reti in nazionale ― Finlandia | Cronologia completa delle presenze e delle reti in nazionale ― Finlandia |
| Data                                                                     | Città                                                                    | In casa                                                                  | Risultato                                                                | Ospiti                                                                   | Competizione                                                             | Reti                                                                     | Note                                                                     |
| ------------------------------------------------------------------------ | ------------------------------------------------------------------------ | ------------------------------------------------------------------------ | ------------------------------------------------------------------------ | ------------------------------------------------------------------------ | ------------------------------------------------------------------------ | ------------------------------------------------------------------------ | ------------------------------------------------------------------------ |
| 22-10-1911                                                               | Helsinki                                                                 | Finlandia                                                                | 2 – 5                                                                    | Svezia                                                                   | Amichevole                                                               | -                                                                        |                                                                          |
| 4-7-1912                                                                 | Solna                                                                    | Finlandia                                                                | 0 – 9                                                                    | Paesi Bassi                                                              | Giochi Olimpici 1912                                                     | -                                                                        |                                                                          |
| 17-10-1920                                                               | Helsinki                                                                 | Finlandia                                                                | 6 – 0                                                                    | Estonia                                                                  | Amichevole                                                               | 2                                                                        |                                                                          |
| Totale                                                                   |                                                                          | Presenze                                                                 | 3                                                                        |                                                                          | Reti                                                                     | 2                                                                        |                                                                          |

## Palmarès
- Campionato finlandese: 5

HJK:1911, 1912, 1917, 1918, 1919